# Acanthodelta balteata
Acanthodelta balteata là một loài bướm đêm trong họ Noctuidae.